# Puccinia cyani
Puccinia cyani är en svampart som beskrevs av Pass. 1874. Puccinia cyani ingår i släktet Puccinia och familjen Pucciniaceae.   Inga underarter finns listade i Catalogue of Life.